# Utsjoki

Vị trí của Utsjoki ở Phần Lan

Utsjoki (tiếng Sami Bắc: Ohcejohka, tiếng Sami Inari: Uccjuuhâ, tiếng Sami Skolt: Uccjokk) là một đô thị ở Phần Lan. Đô thị này nằm ở Lapland và giáp Na Uy cũng như đô thị Inari. Thời gian thành lập là năm 1876. Dân số là 1.385 người (năm 2003) với diện tích là 5.370,50 km², trong đó 202,93 km² là diện tích mặt nước. Mật độ dân số là 0,3 người mỗi km².
Utsjoki có hai ngôn ngữ chính thức: tiếng Bắc Sami và tiếng Phần Lan. Đô thị này có 45,3% dân số nói tiếng Sami.
Đô thị này giáp Na Uy theo sông Teno chảy vào Bắc Cực. Sông này là nơi câu cá giải trí vì có nhiều cá hồi. Khu bảo tồn tự nhiên Kevo nằm ở đôt thị này có diện tích 712 km².

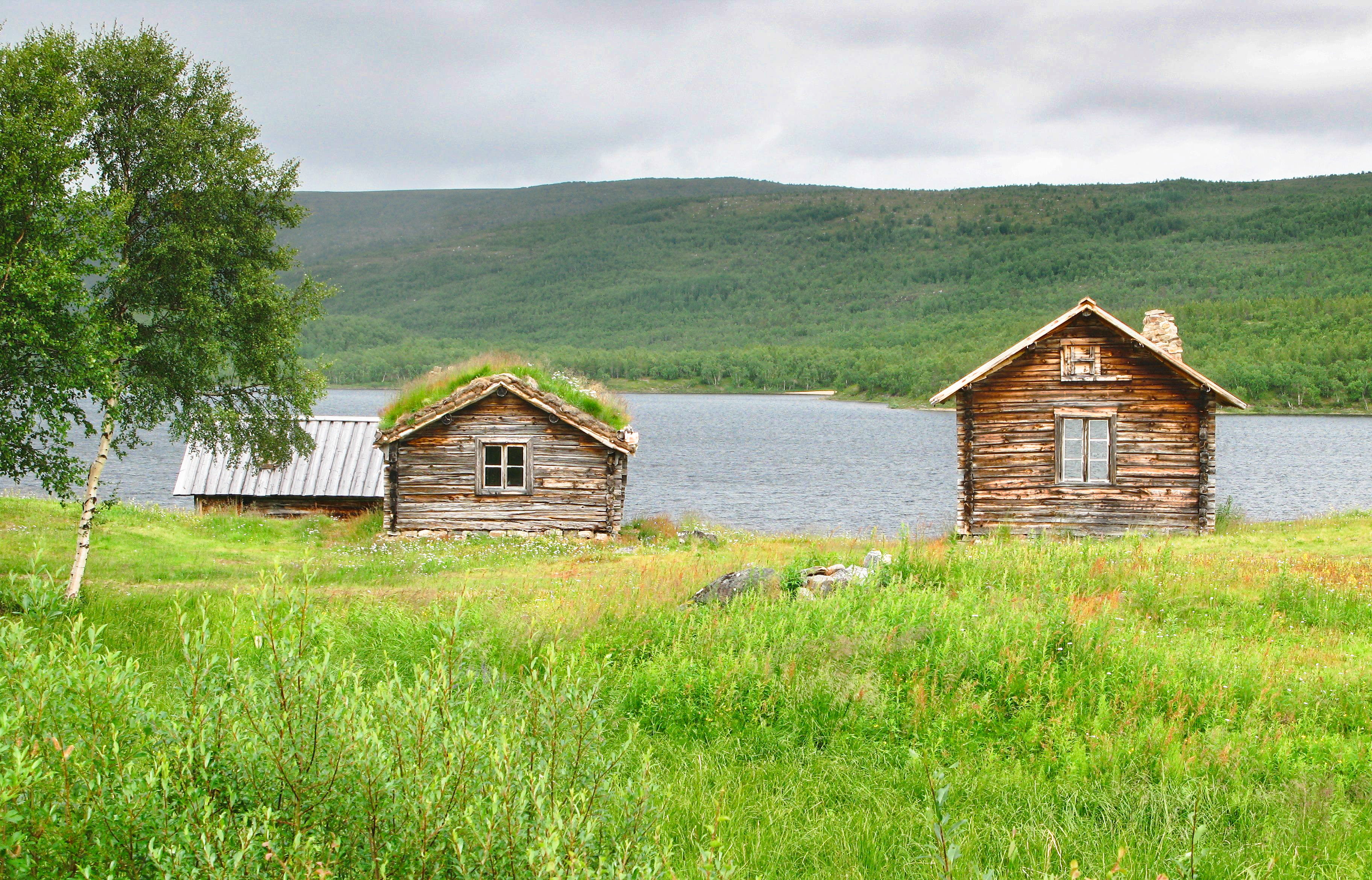
Mantojärvi, gần làng Utsjoki
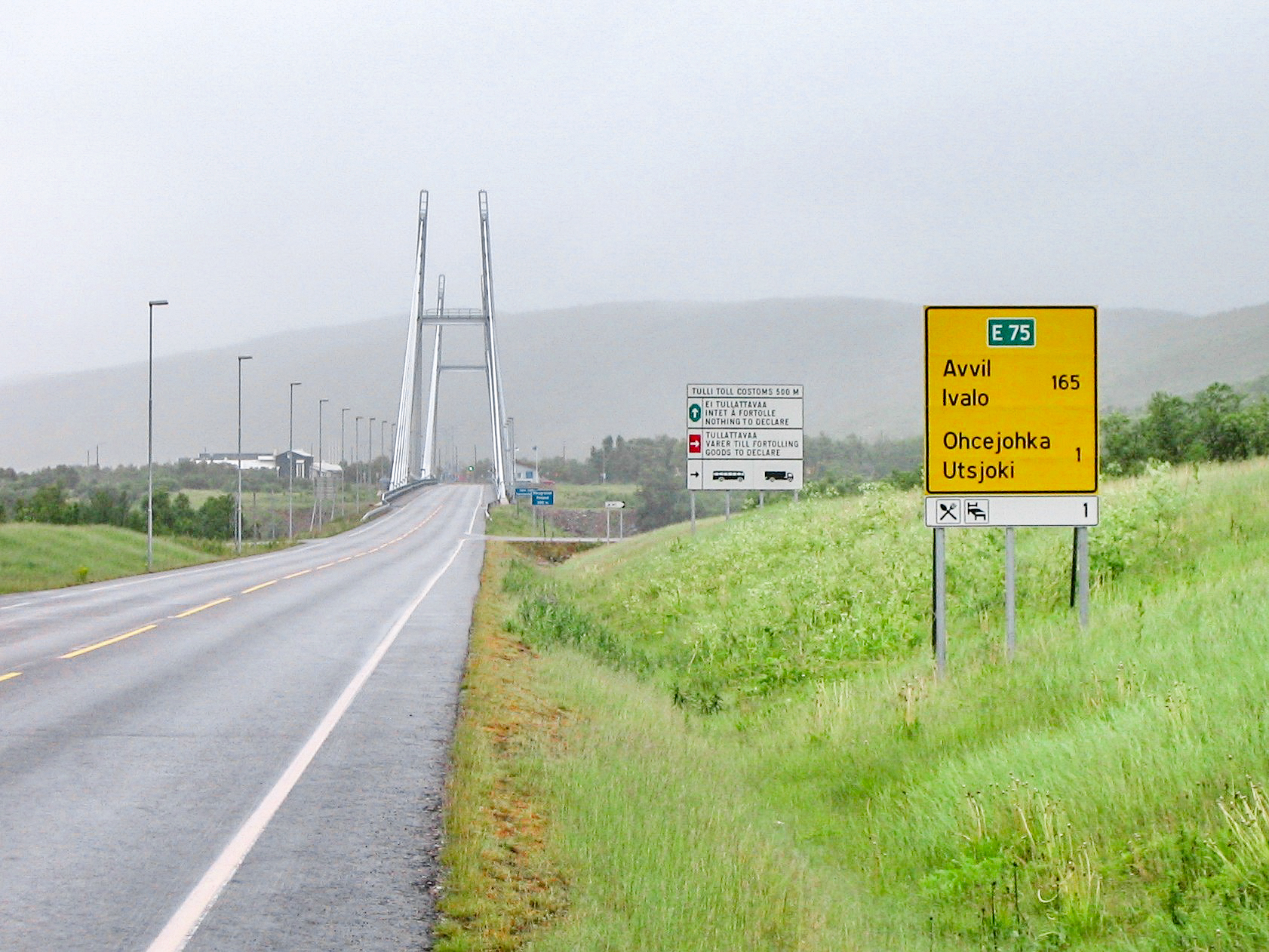
Utsjoki nhìn từ Na Uy